# Пиеве Вергонте
Пиѐве Верго̀нте (на италиански: Pieve Vergonte, на местен диалект: la Pieu, Ла Пиею, на пиемонтски: La Piev Vergont, ла Пиев Вергонт) е малко градче и община в Северна Италия, провинция Вербано-Кузио-Осола, регион Пиемонт. Разположено е на 232 m надморска височина. Населението на общината е 2682 души (към 2010 г.).